# Адамс, Стюарт
Стюарт Адамс (англ. Stewart Adams; 16 апреля 1923, Byfield — 30 января 2019, Ноттингем, Восточный Мидленд) — британский фармаколог и химик. Известен как человек, разработавший ибупрофен.

## Биография
Стюарт Адамс родился в Нортгемптоншире. Он изучал фармацевтику и получил высшее образование в Ноттингемском университете. Адамс работал в компании Boots Pure Drug Company в Ноттингеме, где занимался разработкой противовоспалительных препаратов. В 1960-х годах он и его команда открыли ибупрофен — нестероидное противовоспалительное средство (НПВС), которое стало одним из самых популярных анальгетиков в мире. Стюарт Адамс первым протестировал ибупрофен на себе, чтобы проверить его эффективность при лечении головной боли.

## Награды и признание
За свои заслуги в фармакологии он получил Орден Британской империи (OBE).